# Alfred Julbe
Alfred Julbe Bosch (Barcellona, 6 luglio 1960) è un allenatore di pallacanestro spagnolo.
È il fratello maggiore di Agustí Julbe, a sua volta allenatore.

## Palmarès
- Copa del Rey: 1

Joventut Badalona: 1997
- Supercoppa spagnola: 1

Joventut Badalona: 1986
- Copa Príncipe de Asturias: 2

Joventut Badalona: 1987
Saragozza: 2004
- Liga catalana: 4

Joventut Badalona: 1986, 1987, 1988, 1998